# Alberto Castigliano
Alberto Castigliano (1847-1884) va ser un matemàtic italià conegut pels teoremes que porten el seu nom.

## Vida i Obra
Els pares de Castigliano tenien una botiga de verdures a la zona de les torres dels tres reis i que era força humil. En acabar l'escola elemental el 1862, va ingressar a l'Institut Tècnic d'Asti fundat aquest mateix any, combinant els seus estudis amb feines administratives per alguns comerciants i professionals de la ciutat. El 1866 va assistir a un curs de tres mesos al Reial Museu Industrial de Torí que el va acreditar com a professor i, l'any següent, va ser nomenat professor del Institut de Terni (Umbria). Durant els quatre anys que hi va romandre, es va dedicar infatigablement a l'estudi de les matemàtiques pel seu compte.
El 1870 va retornar a Torí i va obtenir el seu ingrés a la universitat de Torí, en la que es va graduar l'any següent. Va continuar els seus estudis a l'Escola d'Enginyers ne la que va fer la seva dissertació el 1873, estudiant els sistemes elàstics seguint els treballs de Menabrea.
Després de titular-se va ser contractat per la companyia dels ferrocarrils del Nord d'Itàlia en la que treballa la resta de la seva vida: primer a Alba, després a Torí i, finalment, a Milà.
Els seus últims anys van ser especialment trists: després de les morts de dos fills seus, Carlo el 1883 amb pocs mesos i Emilia (1884) amb tres anys, va contraure una pneumònia de la que va morir el octubre de 1884.
A part de la seva obra de text Manuale pratico per gli ingegneri, que va deixar inacabat i va ser publicat parcialment de forma pòstuma (quatre volums, de 1882 a 1888), les seves aportacions més importants van ser els seus treballs sobre l'equilibri de les estructures elàstiques. En aquest tema va desenvolupar els coneguts com teoremes de Castigliano (1875) que relacionen la força i el desplaçament dels cossos elàstics. Els anys 1879 i 1880 va publicar els dos volums del seu treball sobre el tema: Théorie de l'équilibre des systèmes élastiques et ses applications.